# 第47戦車師団 (ロシア陸軍)
第47戦車師団（だい47せんしゃしだん、ロシア語: 47-я танковая дивизия）は、ロシア陸軍の師団。第1親衛戦車軍隷下。

## 概要

### 第二次世界大戦
1942年3月3日、第二次世界大戦の影響に伴い、赤軍第31戦車軍団隷下の第100戦車旅団としてロシア・ソビエト連邦社会主義共和国モスクワ州で創設された。
1942年3月から独ソ戦に投入され、枢軸国に勝利し、赤旗勲章、2等スヴォーロフ勲章、名誉称号「チェンストホヴァ」を授与された。
1945年12月、部隊縮小に伴い、第100戦車連隊に改編された。

### 冷戦
1956年10月、ハンガリー動乱に投入された。
1968年8月、プラハの春に投入され、チェコスロバキア社会主義共和国に移駐した。
1990年4月、ロシア・ソビエト連邦社会主義共和国ゴーリキー州に移駐した。

### ロシア陸軍

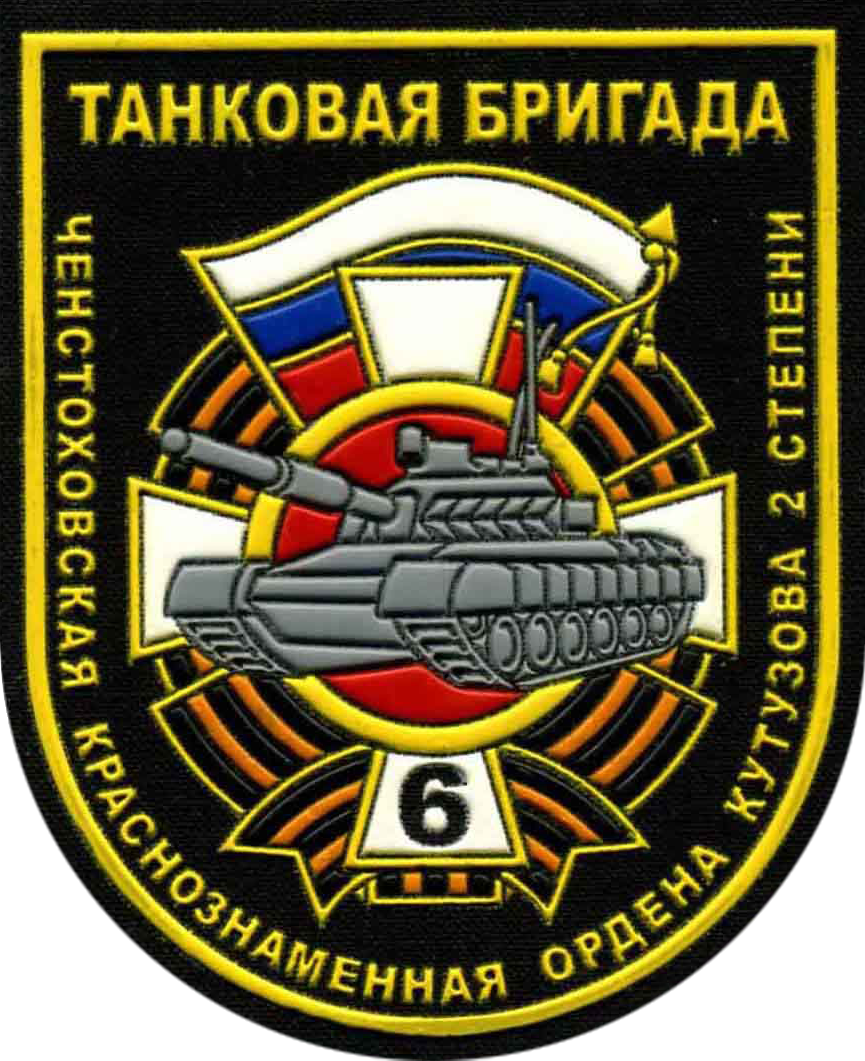
第6独立戦車旅団章

1992年5月、ソビエト連邦の崩壊とロシアの独立で創設されたロシア陸軍に編入した。
2009年1月、部隊増強に伴い、第6独立戦車旅団に改編された。

### ドンバス戦争

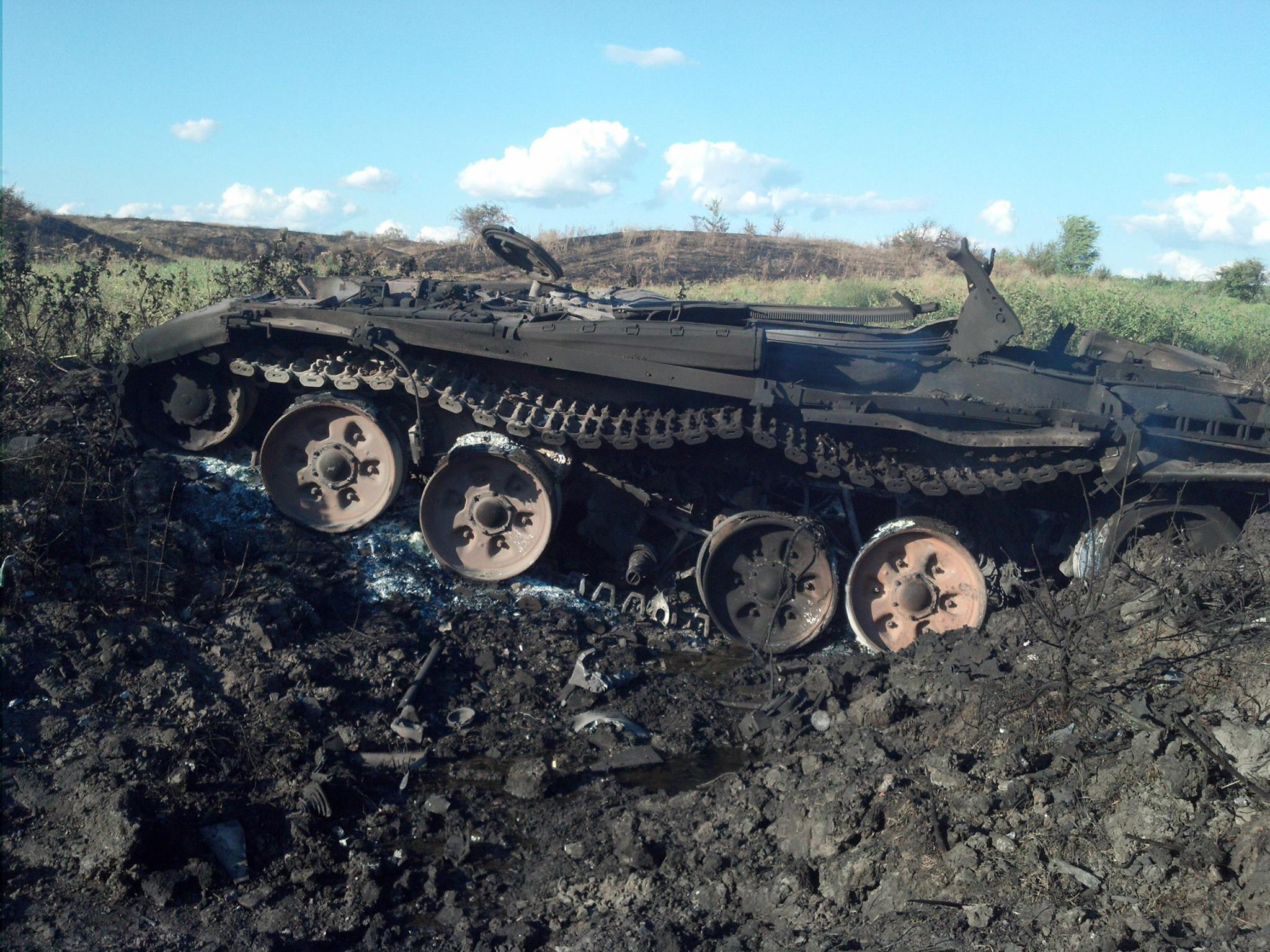
T-72B3運用の様子

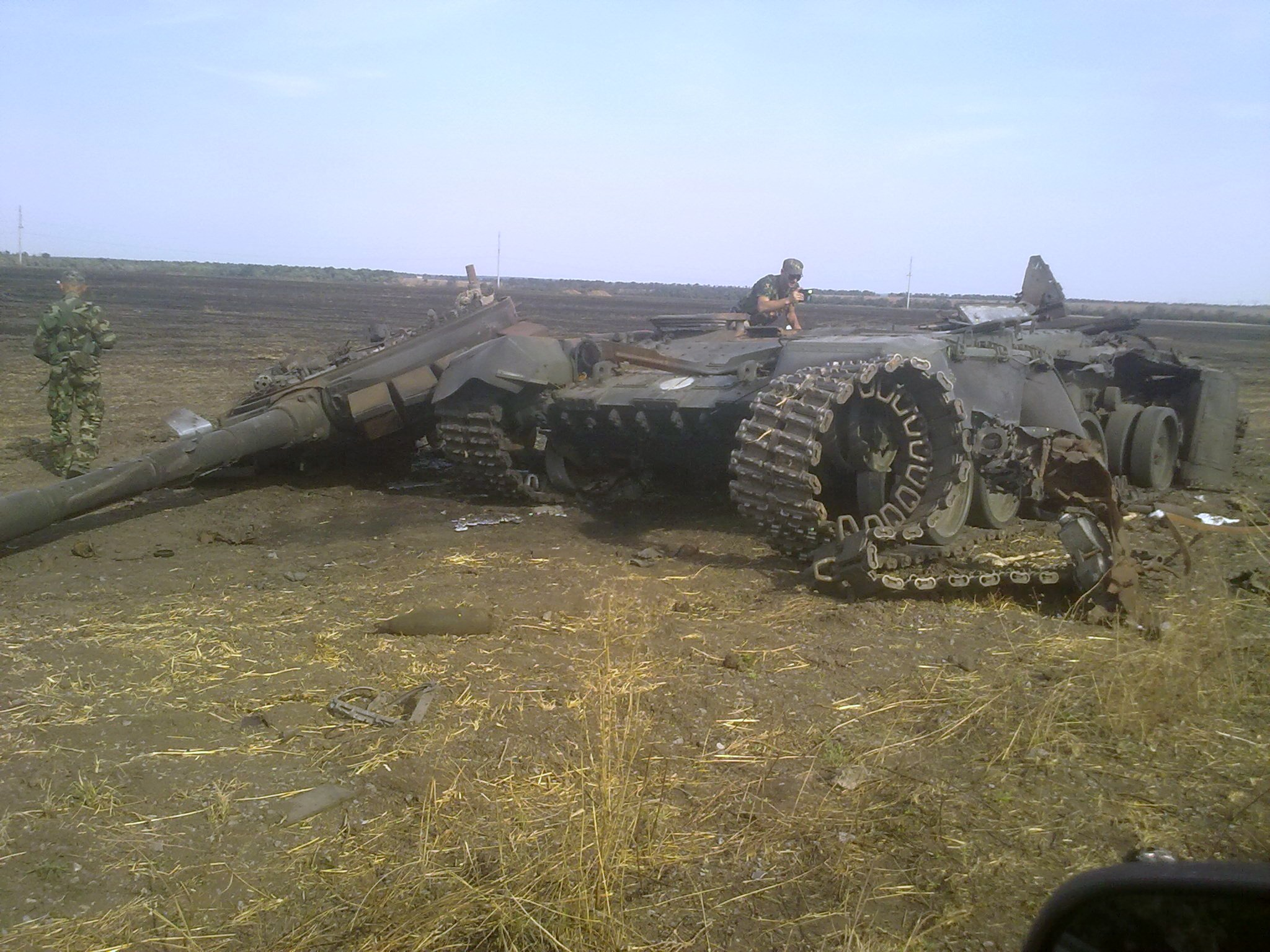
T-72B3運用の様子

2014年8月、ドンバス戦争で東部ドネツィク州に配備され、ドンバスの親ロシア派分離主義勢力を火力支援した。
2021年12月、部隊増強に伴い、第47戦車師団に改編された。

### ロシアのウクライナ侵攻

#### 北部・スームィ戦線
2022年2月、ロシアのウクライナ侵攻でロシア・クルスク州に配備され、北部スームィ州に展開した。第1親衛戦車軍の攻勢がスームィ方面で手詰まったため、打開策として第14軍団と共にフルーヒウ方面で攻勢を開始したが、第7独立偵察大隊のマキシム・フレブコ参謀長が戦死し、3月に撃退された。

#### 北東部・イジューム戦線
2022年3月、第26戦車連隊が北東部ハルキウ州イジューム地区で攻勢を開始したが、カミアンカで撃退された。

#### 東部・スヴァトヴェ-クレミンナ戦線
2024年1月、東部ルハーンシク州スヴァトヴェ地区に再配置され、クプヤンシク方面に展開した。5月に第153戦車連隊、第272自動車化狙撃連隊が分遣された。

#### ロシア・ベルゴロド戦線
2024年3月、第245自動車化狙撃連隊がロシア・ベルゴロド州に再配置され、ロシア義勇軍団の攻勢を防御したが、アレクセイ・コロトフ小隊長が捕虜となった。コロトフの部隊は待ち伏せ攻撃に遭い、戦死者2人の損害を受け、コロトフは負傷で済んだが眼鏡を失くして視力が-3になったため投降した。ロシア義勇軍団によれば、コロトフの部隊は爆発物を大量に積んだ車両でコジンカ村に現れてロシア国民を危険にさらしたため、ベルゴロド人民共和国の民兵組織として撃退したとしている。ロシアメディア論拠と事実によれば、コロトフの部隊は工兵で撃墜したウクライナ無人機の不発弾処理のためコジンカ村に出動して捕らえられたとしており、双方の主張は大きく食い違った。

#### 北東部・ハルキウ戦線
2024年5月、第153戦車連隊、第272自動車化狙撃連隊がロシア・ベルゴロド州に再配置され、第2親衛自動車化狙撃師団隷下の第1親衛自動車化狙撃連隊、第18親衛自動車化狙撃師団隷下の第11戦車連隊と合同で攻勢を開始し、北東部ハルキウ州チュフイウ地区に展開した。8月に第272連隊が分遣された。

#### ロシア・クルスク戦線
2024年8月、第272自動車化狙撃連隊がロシア・クルスク州に再配置され、友軍の救援でスジャ方面に展開した。

## 編制
- 師団司令部（ムリノ）
- 第26戦車連隊
- 第153戦車連隊
- 第245自動車化狙撃連隊
- 第272自動車化狙撃連隊
- 第744自走砲連隊
- 第63独立高射ミサイル大隊
- 第375独立対戦車砲大隊

- 第7独立偵察大隊
- 第51独立工兵大隊
- 通信大隊
- 第1077独立兵站大隊
- 第63独立衛生大隊
- 電子戦中隊
- NBC防護中隊
- 無人機中隊